# Список народных артистов Туркменистана
Список народных артистов Туркменистана

## 1990-е годы

### 1991 год
- Халмамедов, Нуры — композитор (11.12.1991) посмертно

### 1992 год
- Алиджанова, Гульширин — певица (13.02.1992)
- Атданов, Аннаберды — певец (11.03.1992) посмертно
- Хансахатов, Джепбар — певец (11.03.1992) посмертно
- Сарыев, Таган — (08.09.1992) посмертно
- Кешиков, Нурмухаммед — актёр (23.10.1992)
- Хезреткулиева, Кумуш — певица (23.10.1992)

### 1993 год
- Ниязов, Керимберды — художественный руководитель Национального ансамбля народного танца Туркменистана (09.02.1993) посмертно
- Мамедкулиева, Огулдырды — актриса театра (03.04.1993)
- Артыков, Атаджан  — солист Узбекской государственной филармонии имени М. Кариякубова (04.05.1993)
- Худайшукуров, Атаджан  — художественный руководитель ансамбля «Аму толкуны» Каракалпакской государственной филармонии имени Бердака (04.05.1993)
- Моллаев, Берды — актёр (06.05.1993)
- Аловов, Ата — актёр и кино, художественный руководитель Туркменского государственного театра кукол (29.04.1993)
- Чарыев, Мями — директор Туркменской государственной филармонии (21.06.1993)
- Атаханов, Меред Сердарович — кинорежиссёр (29.06.1993) посмертно
- Овезгеленов, Ходжан — актёр (29.06.1993) посмертно
- Сапаров, Дурды — актёр (29.06.1993) посмертно
- Аннабердыев, Торе — актёр (28.08.1993)
- Аннамамедов, Хаджигар — актёр (26.10.1993) посмертно
- Аширов, Какаджан — художественный руководитель Туркменского государственного экспериментального молодёжного театра «Джан»(26.10.1993)
- Ахмедов, Вели — композитор (26.10.1993)
- Джафарова, Светлана — художественный руководитель танцевального ансамбля «Менгли» (26.10.1993)
- Геленов, Овез — актёр (26.10.1993)
- Сапаров, Усман — кинорежиссёр (26.10.1993)
- Чарыкулиев, Атабай — певец, музыкант (26.10.1993)
- Якубов, Абдулла — театральный режиссёр (09.11.1993)
- Аманов, Вельмурад — директор Туркменского государственного академического театра драмы имени Молланепеса (12.11.1993)
- Назаров, Гурт — оперный певец (12.11.1993)
- Ханыева, Огультач — актриса театра (12.11.1993)
- Нурмухаммедова, Джамал — руководитель фольклорной студии Министерства товаров народного потребления Туркменистана (19.11.1993)
- Текаев, Овезгельды — самодеятельный музыкант (21.11.1993)

### 1994 год
- Курдова, Аннагуль — певица (15.01.1994)
- Худайназаров, Байрамдурды — композитор (21.01.1994)
- Исаков, Беньямин — режиссёр Туркменской государственной филармонии имени М. Тачмурадова (23.02.1994)
- Язмурадов, Джумадурды — режиссёр Национальной телерадиокомпании Туркменистана (08.07.1994)
- Атакгаев, Курбанназар — режиссёр Национальной телерадиокомпании Туркменистана (08.07.1994)
- Нурымов, Ёламан — художественный руководитель ансамбля народных инструментов Национальной телерадиокомпании Туркменистана (27.09.1994)
- Машаков, Бакы — музыкант-туйдукист (29.09.1994) посмертно
- Смелянский, Леонид — хореограф (31.10.1994) посмертно

### 1995 год
- Джапаров, Коша — балетмейстер (20.02.1995)
- Хамраев, Ачил — дирижёр военного оркестра (10.11.1995)

### 1996 год
- Мамедвелиев, Тачмамед — театральный режиссёр (15.01.1996)
- Аллабердыев, Нурберды — актёр (15.01.1996)
- Аннамурадов, Нурмурад — актёр (15.01.1996)
- Аррыков, Оразназар — актёр (15.01.1996)
- Аннамурадова, Оразгуль — заведующая кафедрой Туркменской национальной консерватории (02.05.1996)
- Карягдыев, Атагельды — певец, преподаватель Туркменской национальной консерватории

 (02.05.1996)

### 1997 год
- Дурдыева, Джерен — актриса театра и кино (15.02.1997)
- Неймарк, Гарольд — художественный руководитель ансамбля скрипачей имени Президента Ниязова (04.03.1997)

### 1998 год
- Ишанкулиев, Чары — актёр и кино (24.03.1998)
- Реджепов, Реджеп — композитор (27.04.1998)
- Алланова, Энегуль — актриса театра (03.06.1998)

## 2000-е годы

### 2001 год
- Амангельдыев, Худайназар — композитор (23.05.2001)
- Сейдуллаев, Байрам — театральный режиссёр (23.05.2001)
- Модыев, Мамедберды — певец (07.06.2001)

### 2002 год
- Дурдыева, Марал — певица (17.05.2002)
- Абдулин, Салават — руководитель детской танцевальной группы (27.10.2002)

### 2003 год
- Ходжакулиев, Реджепдурды — актёр (18.03.2003)
- Овлякулиев, Аннакули — певец (18.03.2003)

### 2005 год
- Одаев, Аман — актёр (04.12.2005)
- Бекиев, Мухаммед — актёр (04.12.2005)
- Бердыев, Чары — актёр (04.12.2005)

### 2006 год
- Арнаклычев, Рехмет — певец (22.05.2006)
- Абасова, Оразгуль — актриса (20.10.2006)

### 2007 год
- Курдова, Гульшат — певица (12.10.2007)
- Таджимов, Какадурды — певец, учитель музыки и пения средней школы (12.10.2007)
- Акыев, Ягшимурад — актёр (12.10.2007)

### 2008 год
- Курбаналиев, Керимберды — певец (15.04.2008)
- Дормидонтова, Елена — руководитель танцевального ансамбля «Нязли» Государственного банка Туркменистана по внешнеэкономической деятельности (26.10.2008)
- Союнов, Байраммурад — художественный руководитель ансамбля народных инструментов культурно-делового центра нефтегазового комплекса Туркменистана (26.10.2008)
- Хыдыров, Дангатар — заведующий музыкальным отделом Туркменского национального музыкально-драматического театра имени Махтумкули (26.10.2008)
- Аннареджепов, Аннакурбан — певец (26.10.2008)
- Байрамгельдыев, Мурадгельды — певец (26.10.2008)
- Нурыева, Гульнара — певица (26.10.2008)
- Курбан, Курбанов — музыкант (26.10.2008)
- Ханов, Акмухамед — певец (26.10.2008)
- Худайкулиев, Байрамдурды — проректор по учебной работе Туркменской национальной консерватории (26.10.2008)
- Ходжатов, Ашир — преподаватель кафедры струнных инструментов Туркменской национальной консерватории (26.10.2008)
- Курбанов, Аширмурад — актёр (26.10.2008)
- Байрамбердыева, Эне — киноактриса, пенсионерка (26.10.2008)
- Мамедова, Лачинбиби — певица (26.10.2008)
- Аллабердыев, Шакули — главный специалист Отдела культуры города Абадан Ахалского велаята (26.10.2008)
- Керимов, Реджепкули — хормейстер (26.10.2008)
- Чарыев, Какагельды — художественный руководитель Дома бахши города Мары (26.10.2008)
- Оразбердыев, Сувханберды — организатор культурных мероприятий (26.10.2008)

### 2009 год
- Дурдыев, Кияс — бахши (09.10.2009)
- Шихимов, Парахат — бахши (09.10.2009)
- Хамидов, Пальван — режиссёр (09.10.2009)
- Бердыев, Оразгельды — главный дирижёр Государственного симфонического оркестра Туркменистана (09.10.2009)
- Аннаева, Огулбагыт — пенсионерка (09.10.2009)
- Чарыева, Огулдовлет — диктор радио (09.10.2009)
- Ходжаева, Шемшат — бахши (09.10.2009)
- Гутлымурадов, Бекмурад — доцент кафедры народных музыкальных инструментов Туркменской национальной консерватории (09.10.2009)
- Вельмурадова, Аманбиби — редактор телевидения (09.10.2009)
- Иламанов, Ата — преподаватель Туркменской национальной консерватории (09.10.2009)
- Оразсахатов, Каков — кинорежиссёр (09.10.2009)
- Байрамов, Ораз — актёр (09.10.2009)
- Сапардурдыев, Амангельды — актёр (09.10.2009)
- Агабаев, Гулмурад — актёр (09.10.2009)
- Гуммадов, Оразмурад — актёр, режиссёр, драматург, преподаватель Туркменского государственного института культуры (09.10.2009)
- Курыев, Курбанкули — преподаватель туркменского языка и литературы, музыки и пения педагогического училища (09.10.2009)
- Мураддурдыев, Аннакули — певец (09.10.2009)
- Ишанкулиев, Миргельды — дирижёр (09.10.2009)
- Алламурадов, Хакберды — музыкант (09.10.2009)
- Меляев, Анна — актёр (09.10.2009)
- Мышшиев, Махтумкули — редактор радио (09.10.2009)
- Репов, Аннамухаммед — художественный руководитель детского танцевального ансамбля (09.10.2009)
- Одаев, Сапармурад — кинорежиссёр (09.10.2009)

## 2010-е годы

### 2010 год
- Аннанепесов, Оразмурад — заведующий кафедрой народных музыкальных инструментов Туркменской национальной консерватории (08.10.2010)
- Гельдымурадов, Байрам — диктор телевидения и радио (08.10.2010)
- Халмурадов, Корчмурад — оперный певец (08.10.2010)
- Реджепбаев, Сатмамед — заведующий отделом культуры этрапа Гурбансолтан эдже Дашогузского велаята (08.10.2010)
- Ходжаев, Ораздурды — переводчик (08.10.2010)

### 2011 год
- Бекмиев, Ильмурад — преподаватель кафедры кино- и телерадиоискусств Туркменского государственного института культуры (09.10.2011)
- Дурдыев, Хайтмурад — актёр (09.10.2011)
- Омарова, Герек — актриса театра (09.10.2011)

### 2012 год
- Ахмедова, Дурсун — актриса театра (10.10.2012)
- Аннагельдыева, Мяхригуль — певица, актриса театра (10.10.2012)
- Довыева, Халбике — певица, актриса театра (10.10.2012)
- Сапаров, Амановез — музыкант-преподаватель (10.10.2012)
- Бабаниязов, Бердынияз — директор спецшколы-интерната при Туркменской национальной консерватории (10.10.2012)
- Ильясов, Керим — музыкант (10.10.2012)
- Амандурдыев, Парахат — певец (10.10.2012)
- Гошаева, Алтынгуль — певица (10.10.2012)
- Мамедова, Аманбиби — заведующая отделом культуры Туркменбашинского комплекса нефтеперерабатывающих заводов (10.10.2012)

### 2013 год
- Керимов, Байраммурад — актёр (13.05.2013)
- Оразмурадова, Энеджан — актриса (13.05.2013)
- Джумадурдыева, Акджа — актриса (24.06.2013)
- Джепбаров, Тойкули — музыкант (24.06.2013)
- Бердыев, Бяшим — директор Лебапской велаятской специальной школы искусств (24.06.2013)
- Касымов, Мухаммедкули — актёр (08.10.2013)
- Нурыев, Байрам — балетмейстер (08.10.2013)
- Рейимова, Огулбиби — руководитель Культурно-делового центра нефтегазового комплекса Туркменистана (08.10.2013)
- Атаев, Аллаберды — преподаватель детской школы искусств (08.10.2013)
- Реджепов, Бабагельды — актёр (08.10.2013)

### 2014 год
- Бекназарова, Ляле — руководитель фольклорного музыкально-песенного ансамбля «Алтын мензил» Государственного предприятия промышленного железнодорожного транспорта Министерства железнодорожного транспорта Туркменистана (07.10.2014)
- Мухаммедниязов, Мухаммеддурды — преподаватель кафедры народных музыкальных инструментов Туркменской национальной консерватории (07.10.2014)
- Курбанов, Реджепгельды — актёр (07.10.2014)
- Ходжакова, Сахыдурсун — певица (07.10.2014)

### 2015 год
- Бабаев, Курбанмурад — заведующий дирижёрской кафедрой Туркменской национальной консерватории (11.09.2015)
- Дурдыев, Сахат — режиссёр (11.09.2015)

### 2016 год
- Курбанова, Нязик — актриса (09.09.2016)
- Худайкулиев, Нуры — актёр, певец (09.09.2016)
- Худайбердыев, Союнмамед — художественный руководитель ансамбля народного танца «Гюллер» Культурного центра города Хазар Балканского велаята

### 2017 год
- Аннанов, Керим — кинорежиссёр (21.03.2017)
- Бюльбюль оглы, Полад  — Чрезвычайный и Полномочный Посол Азербайджана в России (27.04.2017)
- Бяшимов, Шамамед — художественный руководитель отделения народного творчества Государственного института культуры Туркменистана (27.04.2017)
- Сапаров, Акмухаммед (Акыш Сапаров) — певец, композитор (27.04.2017)
- Нурягдыев, Черкез — (08.10.2017) посмертно
- Дабашиев, Курбанмурад — (08.10.2017) посмертно

### 2018 год
- Сейитлиев, Чарыяр — актёр (16.09.2018)
- Амангельдыев, Оразгельды — актёр (16.09.2018)
- Ходжамухаммедов, Нурыгандым — главный дирижёр эстрадного оркестра «Оваз» Дворца мукамов Государственного культурного центра Туркменистана (16.09.2018)
- Аманмурадов, Оразмурад — преподаватель кафедры сольного пения Туркменской национальной консерватории (16.09.2018)
- Суханова, Акджагуль — актриса (16.09.2018)
- Караджаев, Какагельды — актёр (16.09.2018)
- Аннаниязова, Джамал Курбан — (16.09.2018) посмертно
- Бяшимов, Акмурад — (16.09.2018) посмертно

### 2019 год
- Якубова, Тыллагозель — актриса театра (08.09.2019)
- Бердыев, Атаджан — преподаватель кафедры эстрадного искусства Туркменской национальной консерватории (08.09.2019)
- Худайбердыев, Хакберды — режиссёр отдела культуры пресс-центра Министерства внутренних дел Туркменистана (22.11.2019)

## 2020-е годы

### 2022 год
- Гурдова, Оразгул Ахмедовна — артист вокала (солист) по уровню мастера сцены Национального музыкально-драматического театра Туркменистана имени Махтумкули Гурдовой (23.09.2022)[1]
- Овезова, Гозель Гурбандурдыевна — преподаватель кафедры эстрадного искусства Туркменской национальной консерватории имени Маи Кулиевой (23.09.2022)[1]

### 2023 год
- Инеров, Довлетгелди Недиргулыевич — диктор информационного отдела «Watan» телерадиоканала «Altyn asyr: Türkmenistan» Государственного комитета по телевидению, радиовещанию и кинематографии Туркменистана[2]
- Тойлыев, Мамметсапар — преподаватель высшей категории отделения теории музыки специальной музыкальной школы-интерната при Туркменской национальной консерватории имени Маи Кулиевой[2]
- Акмырадова, Гулялек Мухамметоразовна — режиссёр-постановщик Главного академического драматического театра Туркменистана имени Великого Сапармурата Туркменбаши[2]
- Ханмаммедов, Довлетмырад Джанмаммедович — мастер сцены Национального драматического театра Туркменистана имени Алп Арслана[2]
- Назарова, Нурбиби Атаевна — мастер сцены Государственного драматического театра имени Кемине Марыйского велаята[2]
- Язмаммедов, Гуванч Какадурдыевич — артист 1-й категории эстрадного оркестра этнографического фольклорно-танцевального коллектива «Ahal öwüşginleri» Управления культуры Ахалского велаята[2]